# Burgtheater

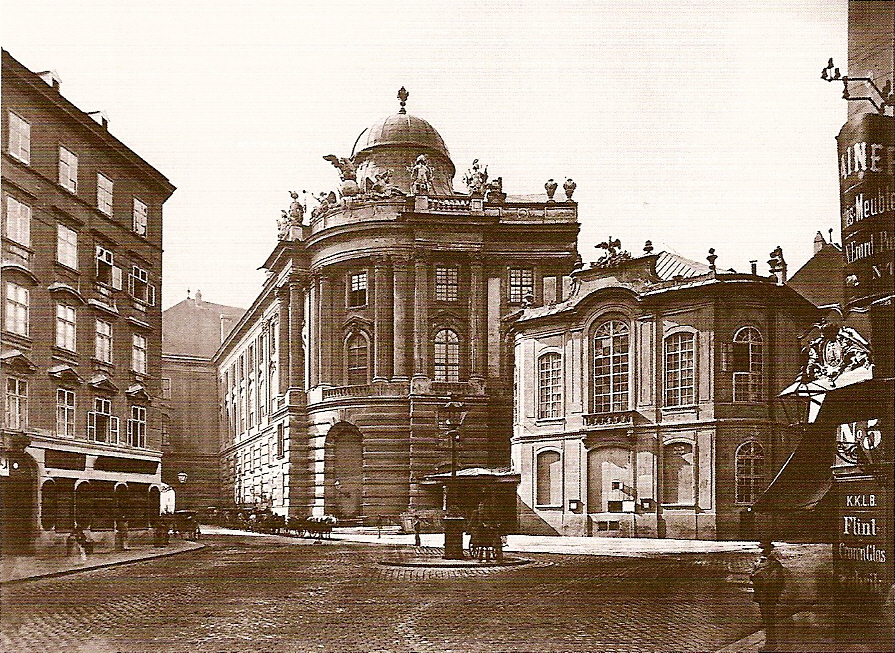
El viejo Burgtheater (antes de 1888).

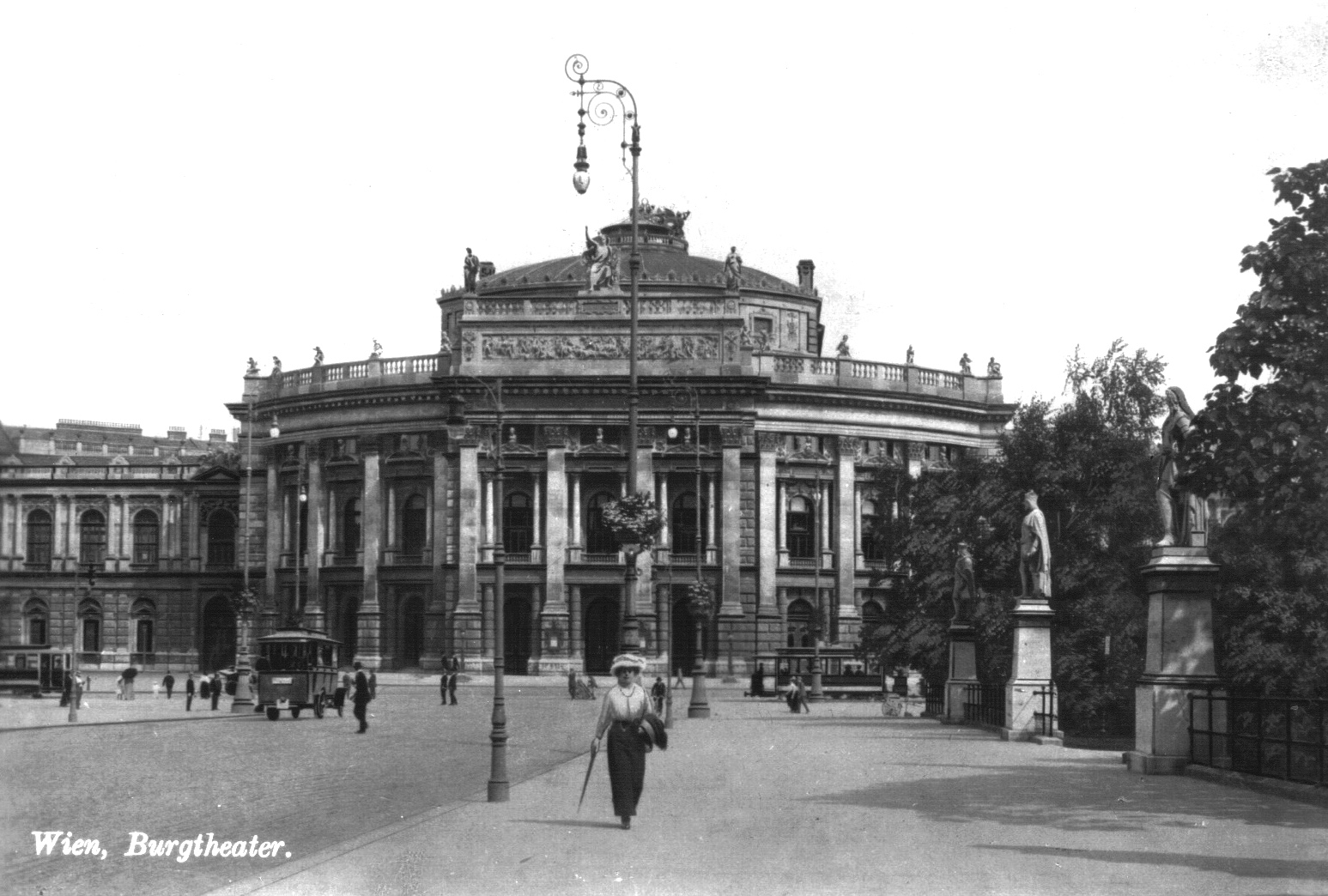
El Burgtheater (luego de su construcción.).

El Burgtheater (Teatro imperial de la corte), originalmente llamado K.K. Theater an der Burg, y a partir de 1920 K.K. Hofburgtheater, es el Teatro Nacional de Austria en Viena y uno de los más importantes teatros del mundo en idioma alemán. El Burgtheater fue inaugurado en 1741 y la población de Viena lo conoce por el nombre "die Burg"; su compañía de teatro ha creado un estilo tradicional y el decir de sus locuciones es distintivo del Burgtheater. En la actualidad el edificio que alberga al teatro se encuentra situado en la Ringstraße.

## Historia
Fue fundado el 14 de marzo de 1741 por la Emperatriz María Teresa I de Austria con la finalidad de contar con un teatro que estuviera en cercanías de su palacio, y su hijo el emperador José II lo llamaba el "Teatro Nacional Alemán" en 1776. Tres óperas de Mozart fueron estrenadas aquí: Die Entführung aus dem Serail (1782), Le nozze di Figaro (1786) y Così fan tutte (1790). A partir de 1794, el teatro fue denominado el "K.K. Hoftheater nächst der Burg". 
El teatro se mudó a un nuevo edificio de estilo neobarroco  en la Ringstraße el 14 de octubre de 1888, el cual había sido diseñado por Gottfried Semper y Karl Freiherr von Hasenauer.
El 12 de marzo de 1945 el Burgtheater fue seriamente dañado en un bombardeo y, un mes después, el 12 de abril de 1945, el Burgtheater se dañó aún más a causa de un incendio de origen desconocido. Después de la guerra, el teatro fue restaurado entre 1953-1955. El estilo clásico del Burgtheater y el lenguaje Burgtheater-Alemán fueron una tendencia a seguir por los teatros alemanes.

## Directores del Burgtheater
- Joseph Schreyvogel (1814-1832)
- Heinrich Laube (1849-1867)
- Hermann Röbbeling (1932-1938)
- Mirko Jelusich (1938)
- Lothar Müthel (1939-1945)
- Raoul Aslan (1945-1948)
- Josef Gielen (1948-1954)
- Adolf Rott (1954-1959)
- Ernst Haeussermann (1959-1968)
- Paul Hoffmann (1968-1971)
- Gerhard Klingenberg (1971-1976)
- Achim Benning (1976-1986)
- Claus Peymann (1986-1999)
- Klaus Bachler (desde 1999)

El Burgtheater ha servido como sitio de estreno de numerosas obras escritas por autores como  Thomas Bernhard, Elfriede Jelinek, Peter Handke, Peter Turrini y George Tabori, por lo que Claus Peymann opina que eso lo coloca entre los escenarios más destacados de Europa. Entre su grupo de 120 actores se destacan: Sven-Eric Bechtolf,  Klaus Maria Brandauer, Kirsten Dene, Andrea Clausen, Bruno Ganz, Karlheinz Hackl, Robert Meyer,  Gertraud Jesserer, Ignaz Kirchner, Jutta Lampe, Susanne Lothar,  Michael Maertens, Tamara Metelka, Birgit Minichmayr, Nicholas Ofczarek, Hedwig Pistorius, Elisabeth Orth, Martin Schwab, Peter Simonischek, Ulrich Tukur, Gert Voss, Gusti Wolf, y Heinz Zuber.
Algunos actores famosos hoy ya retirados, han sido Max Devrient, Josef Kainz, Josef Lewinsky, Joseph Schreyvogel, Adolf von Sonnenthal, Charlotte Wolter, Ludwig Gabillon, Zerline Gabillon, Attila Hörbiger, Paula Wessely, Paul Hörbiger, y Fritz Muliar.

## Galería de imágenes

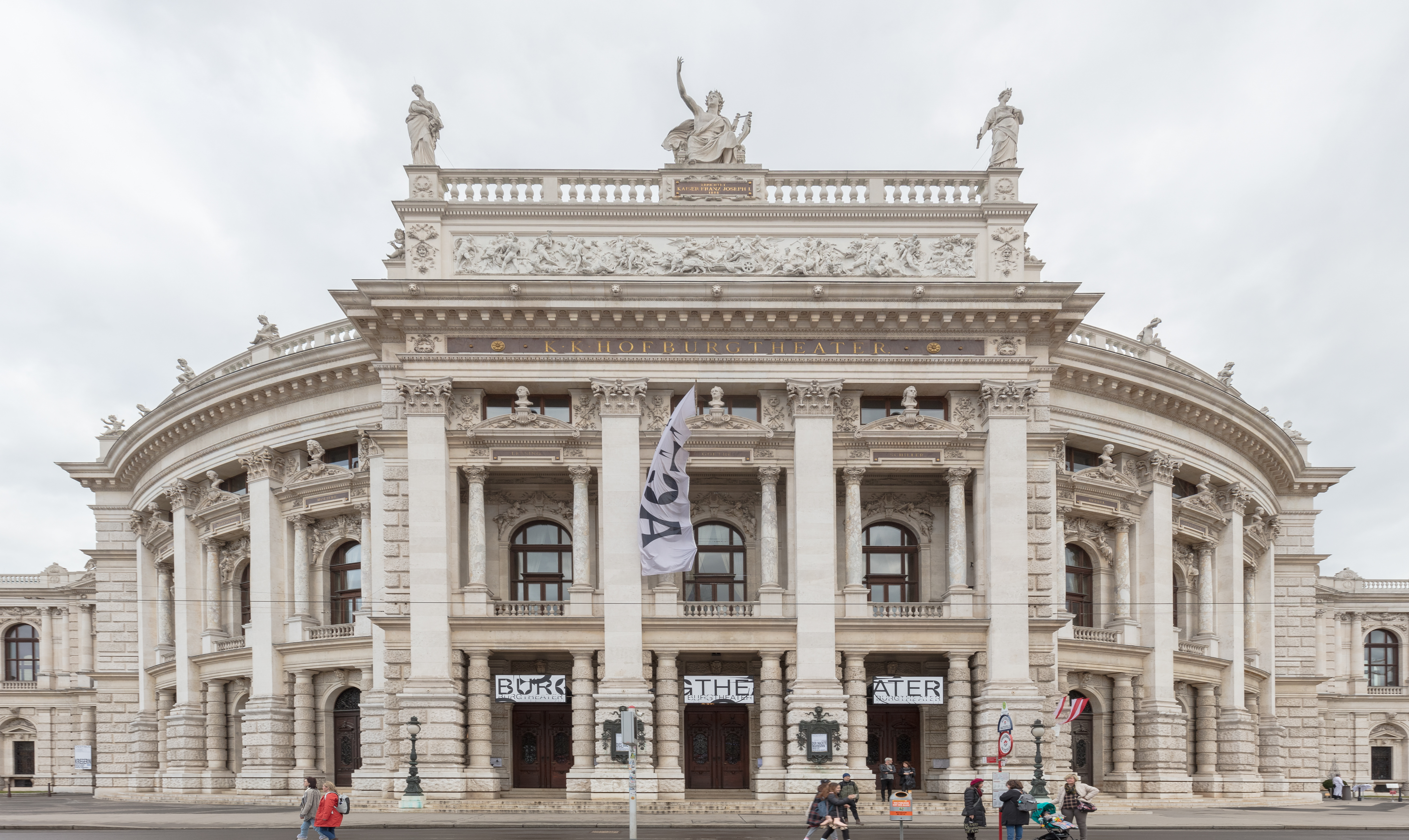
Fachada.
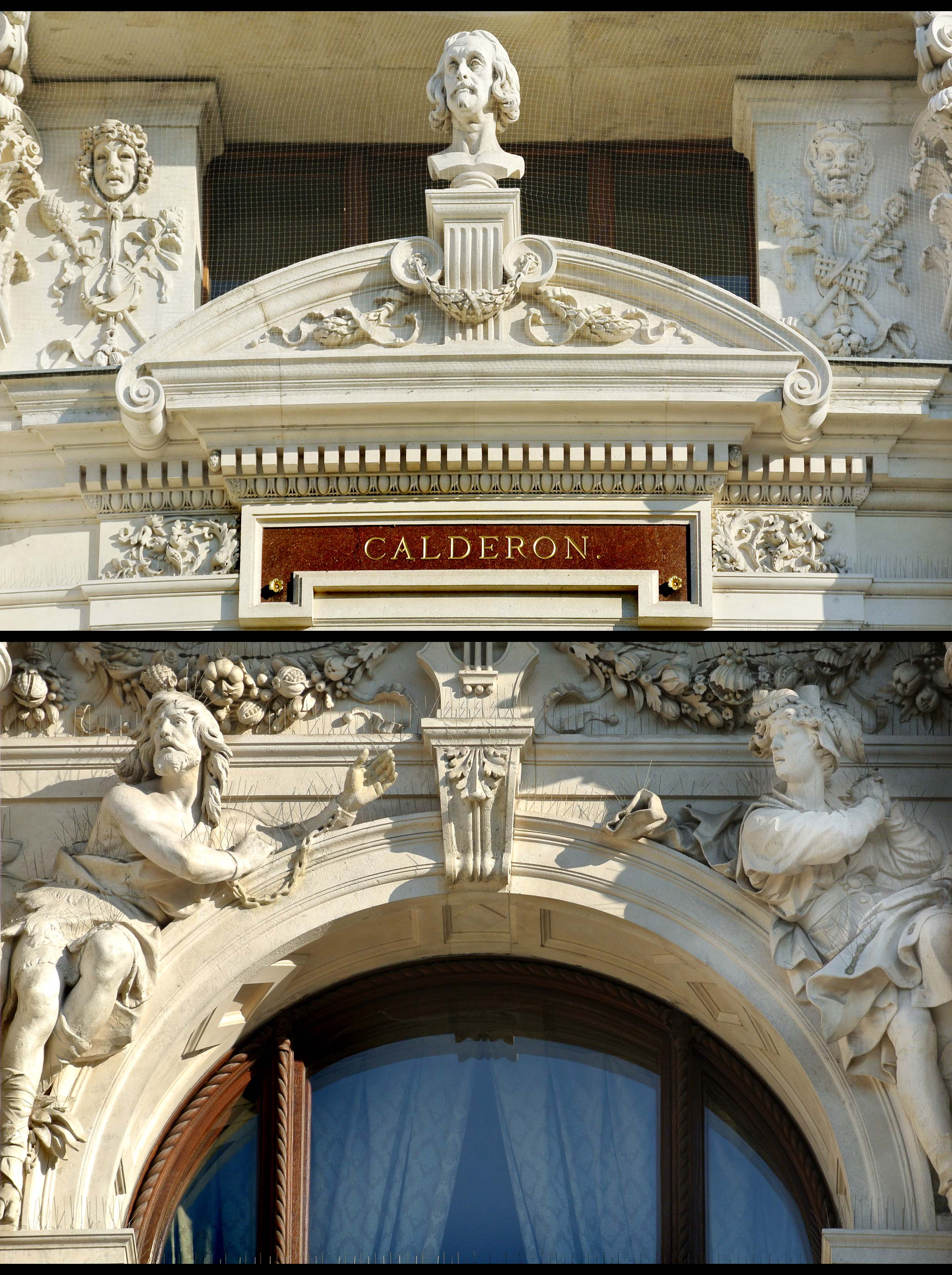
En una de las fachadas del Burgtheater aparecen representados Calderón y también Segismundo y Rosaura. Varios dramaturgos aparecen en fachadas similares: Schiller, Goethe, Shakespeare y Moliere.
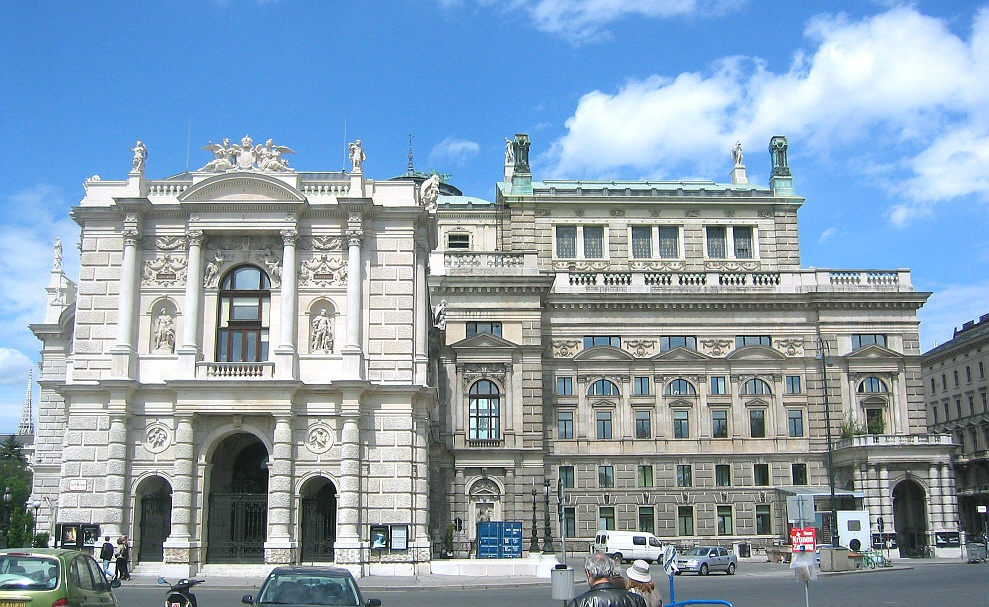
Burgtheater (lateral).
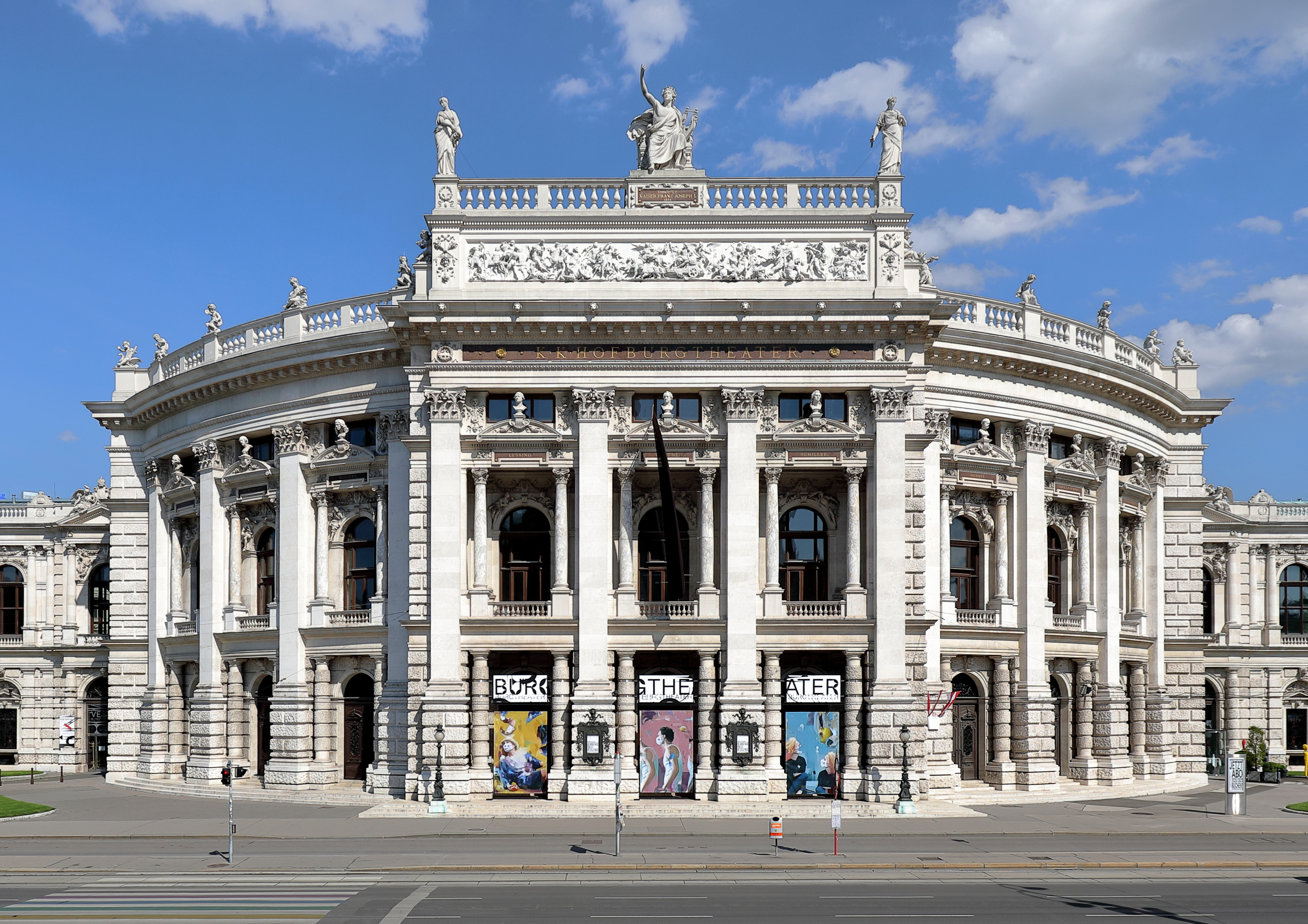
Burgtheater (entrada principal).
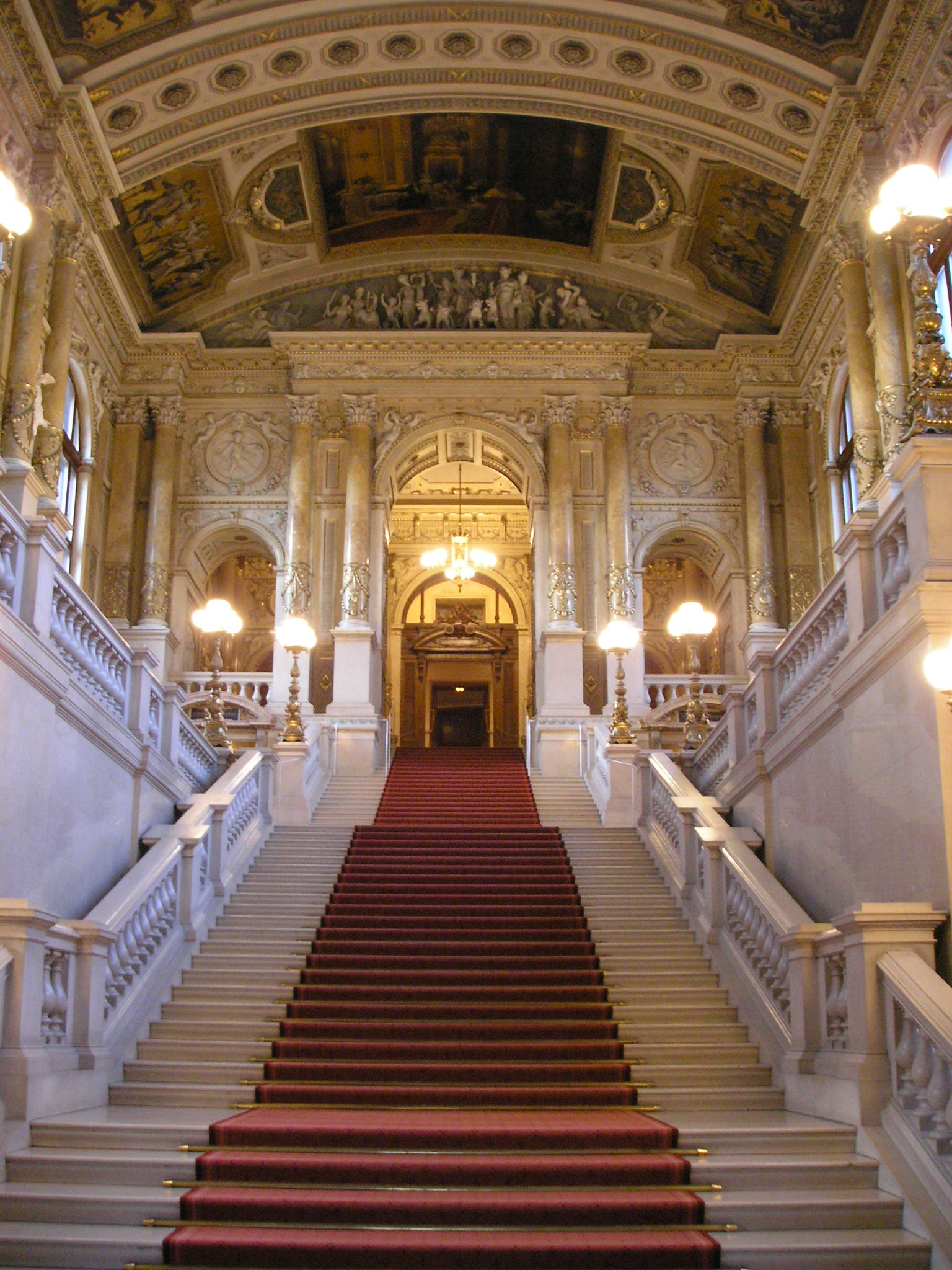
Burgtheater (entrada principal).
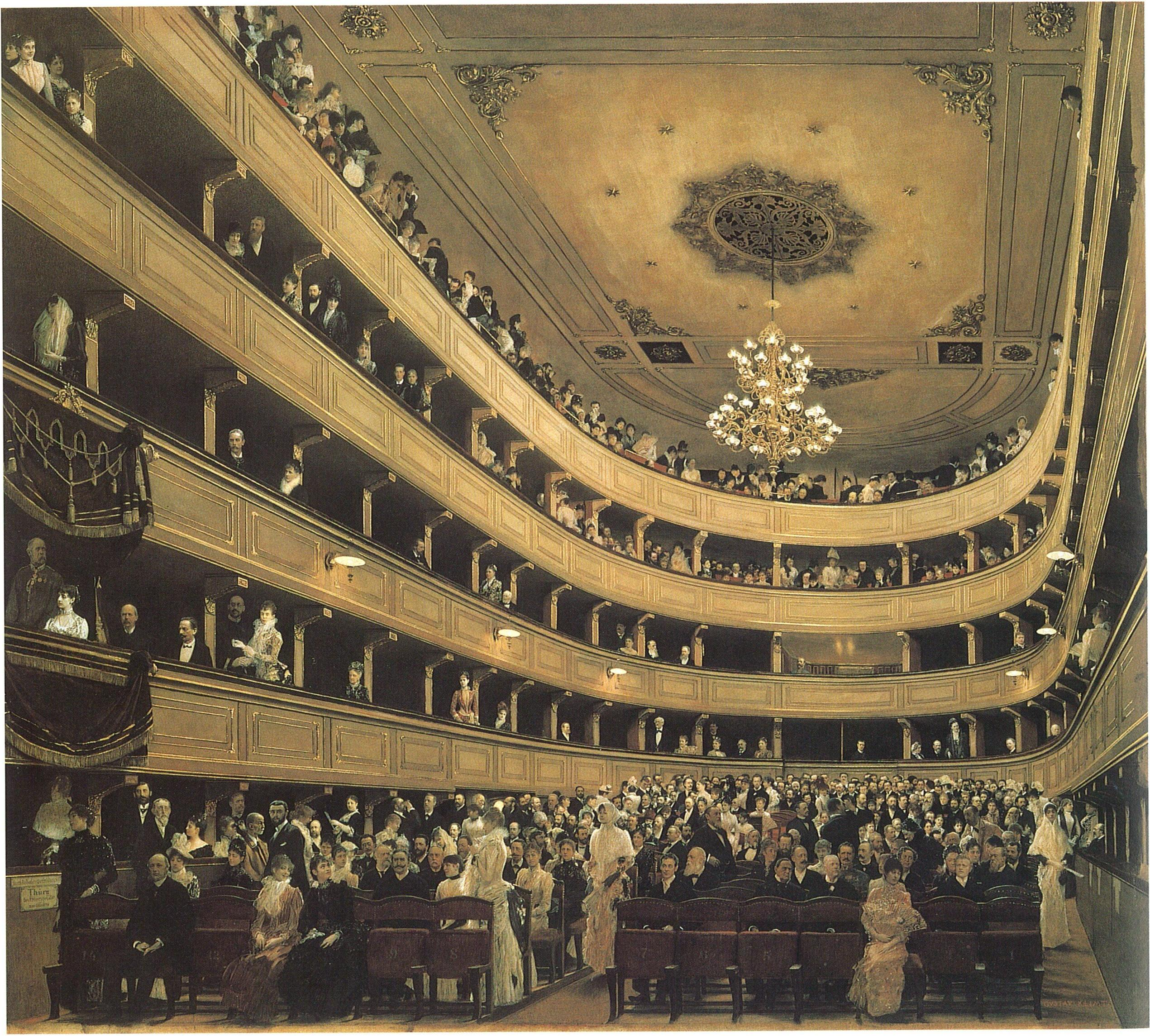
La sala por Gustav Klimt
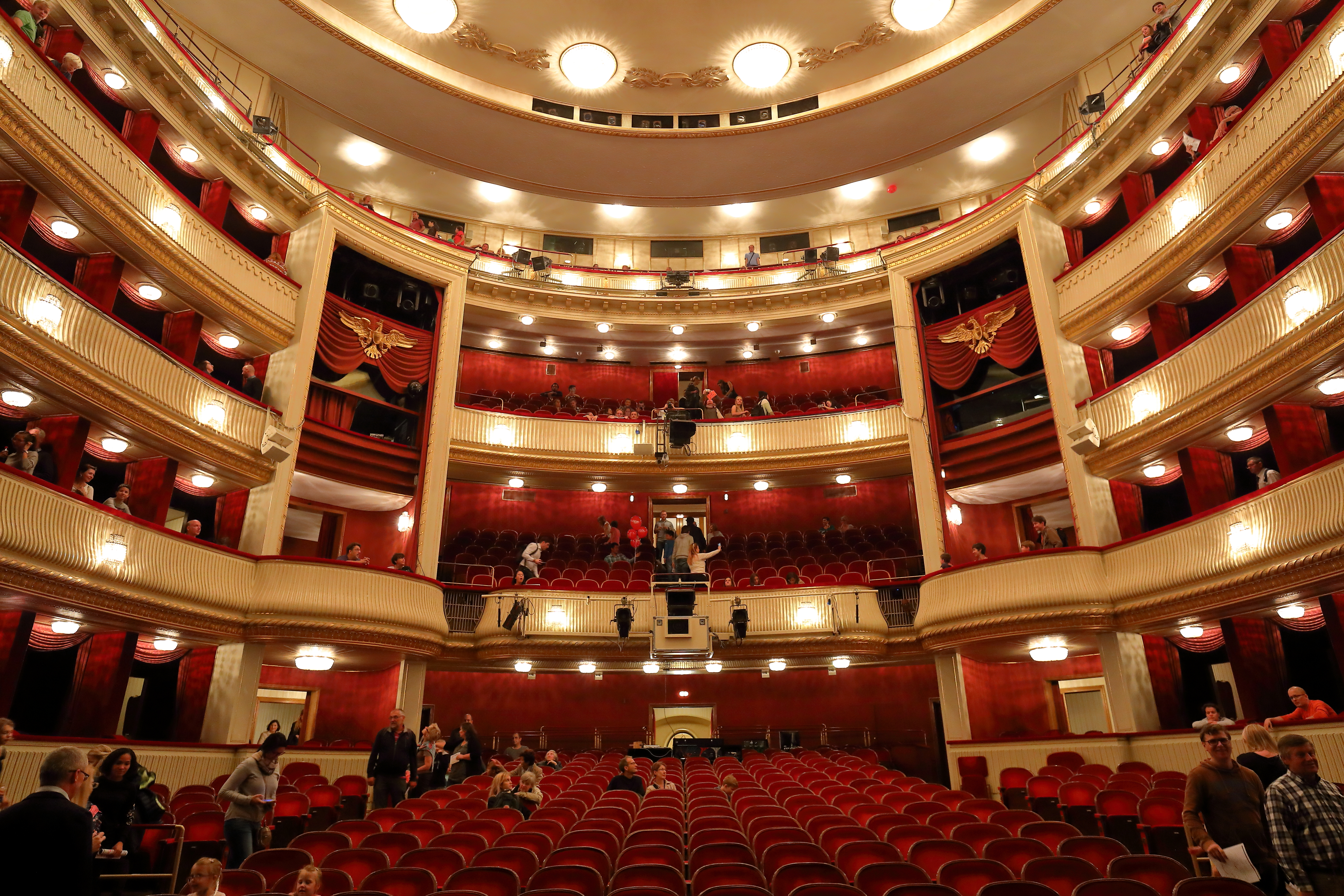
El patio de butacas actual